# 19 novembre 1926
Le vendredi 19 novembre 1926 est le 323e jour de l'année 1926.

## Naissances
- Barry Reckord (mort le 20 décembre 2011), dramaturge jamaïcain
- Bernard Kayser (mort le 25 août 2001), géographe et sociologue français
- Claudine Herrmann, avocate et écrivain belge
- Gilbert Favre (mort le 12 décembre 1998), clarinettiste suisse
- Jeane Kirkpatrick (morte le 7 décembre 2006), personnalité politique américaine
- Julio Troxler (mort le 20 septembre 1974), homme politique argentin
- Ladislav Legenstein, joueur de tennis autrichien
- Pino Rauti (mort le 2 novembre 2012), journaliste et politicien italien

## Décès
- Clement King Shorter (né le 19 juillet 1857), journaliste et un critique littéraire britannique

## Événements
- Reconnaissance de la religion Caodaïsme par les autorités coloniales de l'Indochine française